# Lomira (condado de Dodge, Wisconsin)
Lomira es un pueblo ubicado en el condado de Dodge en el estado estadounidense de Wisconsin. En el Censo de 2010 tenía una población de 1.137 habitantes y una densidad poblacional de 12,85 personas por km².

## Geografía
Lomira se encuentra ubicado en las coordenadas 43°34′26″N 88°27′26″O / 43.57389, -88.45722. Según la Oficina del Censo de los Estados Unidos, Lomira tiene una superficie total de 88.48 km², de la cual 88.44 km² corresponden a tierra firme y (0.05%) 0.04 km² es agua.

## Demografía
Según el censo de 2010, había 1.137 personas residiendo en Lomira. La densidad de población era de 12,85 hab./km². De los 1.137 habitantes, Lomira estaba compuesto por el 98.5% blancos, el 0.26% eran afroamericanos, el 0.44% eran amerindios, el 0.53% eran asiáticos, el 0.09% eran isleños del Pacífico, el 0.09% eran de otras razas y el 0.09% pertenecían a dos o más razas. Del total de la población el 1.58% eran hispanos o latinos de cualquier raza.